# Kaneelborstfluiter
De kaneelborstfluiter (Pachycephala johni) is een zangvogel uit de familie Pachycephalidae (dikkoppen en fluiters). Deze vogel is genoemd naar de Deense verzamelaar John Waterstradt (1869-1944).

## Verspreiding en leefgebied
Deze soort is endemisch op het eiland Obi in de noordelijke Molukken.

## Status
De kaneelborstfluiter komt niet als aparte soort voor op de lijst van het IUCN, maar is daar een ondersoort van de Molukse fluiter (P. griseonota johni).